# Vitalina Batsarasjkina
Vitalina Igorevna Batsarasjkina (ryska: Виталина Игоревна Бацарашкина), född 1 oktober 1996 i Omsk, är en rysk sportskytt.

## Karriär
Batsarasjkina blev olympisk silvermedaljör i luftpistol vid sommarspelen 2016 i Rio de Janeiro. Vid olympiska sommarspelen 2020 i Tokyo tog Batsarasjkina guld i både 10 meter luftpistol och 25 meter pistol samt var en del av Ryska olympiska kommitténs lag som tog silver i luftpistol för mixedlag.